# پاکاشنیتسا
پاکاشنیتسا (به صربی: Pakašnica) یک منطقهٔ مسکونی در صربستان است که در کروشواتس واقع شده‌است. پاکاشنیتسا ۱٬۹۲۹ نفر جمعیت دارد.